# 康提基冰原島峰
82°33′S 159°52′E / 82.550°S 159.867°E
康提基冰原島峰（英語：Kon-Tiki Nunatak）是南極洲的冰原島峰，位於奧次地，海拔高度1,300米，由新西蘭探險隊發現，以康提基號命名，現時由南極條約體系管理。